# Kirkeby Sogn
Kirkeby Sogn er et sogn i Svendborg Provsti (Fyens Stift).
I 1800-tallet var Kirkeby Sogn anneks til Ollerup Sogn. Begge sogne hørte til Sunds Herred i Svendborg Amt. Ollerup-Kirkeby sognekommune blev senere delt, så hvert sogn dannede sin egen sognekommune. Ved kommunalreformen i 1970 blev Kirkeby indlemmet i Egebjerg Kommune, der ved strukturreformen i 2007 indgik i Svendborg Kommune.
I Kirkeby Sogn ligger Kirkeby Kirke.
I sognet findes følgende autoriserede stednavne:
- Dongs Højrup (bebyggelse, ejerlav)
- Egebjerg (bebyggelse, ejerlav)
- Egebjerg Bakker (bebyggelse)
- Egebjerg Hede (bebyggelse)
- Hedeskov (areal)
- Hvidkilde Troldekrog (bebyggelse)
- Højbjerg (bebyggelse)
- Jernskovs Hjørne (bebyggelse)
- Kirkeby (bebyggelse, ejerlav)
- Kirkeby Sand (bebyggelse)
- Kirkeby Vænge (bebyggelse)
- Ny Stenstrup (bebyggelse)
- Rårud (bebyggelse, ejerlav)
- Slæbæk (bebyggelse, ejerlav)
- Slæbæk Skov (areal)
- Stenstrup Syd (station)